# Sexòlics Anònims
Sexòlics Anònims (SA), fundat el 1979, és un dels diferents programes de dotze passos per a les conductes sexuals compulsives basats en els dotze passos d'Alcohòlics Anònims. SA ocupa el seu lloc entre diverses fraternitats de dotze passos que busquen la recuperació de l'addicció sexual: Addictes al Sexe Anònims, Addictes al Sexe i a l'Amor Anònims, Compulsius Sexuals Anònims i Recuperació Sexual Anònima. En el seu conjunt, a aquests grups se'ls denomina grups "S", ja que totes les seves sigles en anglès comencen amb aquesta lletra: SA, SAA, SLAA, SCA, SRA.
SA ajuda als "sexòlics" en recuperació. Segons SA, un sexòlic és algú per a qui "la luxúria s'ha convertit en una addicció". SA es distingeix d'altres fraternitats "S" en definir la sobrietat sexual com l'absència de sexe amb un mateix o amb altres parelles que no siguin el cònjuge "en un matrimoni entre un home i una dona", així com la victòria progressiva sobre la luxúria.
"En definir la sobrietat no parlem en nom d'aquells que no pertanyen a SA. Tan sols podem parlar en el nostre. Així, per al sexòlic casat, la sobrietat sexual consisteix a abstenir-se de tot acte sexual amb un mateix o amb altres persones, exceptuant al cònjuge. En la definició de sobrietat de SA el terme "cònjuge" es refereix a la parella en un matrimoni entre un home i una dona. Per al solter, en l'abstinència de qualsevol mena d'activitat sexual. I per a tots nosaltres, solters o casats, la sobrietat sexual inclou també la victòria progressiva sobre la luxúria".
SA utilitza com a guia el Llibre Gran d'Alcohòlics Anònims i el llibre Sexòlics Anònims (sovint denominat el Llibre Blanc). El Llibre Blanc explica que "els sexòlics s'han situat fora del context del que anomenem bo i dolent. Han perdut el control, ja no tenen el poder de triar i no poden aturar-se".

## Història
Sexòlics Anònims va ser fundat per Roy K (en les fraternitats de dotze passos és habitual referir-se als membres pel seu nom de pila i la inicial del seu cognom, a fi de preservar l'anonimat). SA va rebre el permís de AA per a utilitzar els dotze passos i les dotze tradicions el 1979.
Roy K va morir de càncer la tarda del 15 de setembre de 2009. Havia estat sexualment sobri des del 31 de gener de 1976.

### Compromís de la fraternitat amb la definició de sobrietat
Des dels primers intents de Roy K de fundar SA en els anys 70, i al llarg de la història de SA, alguns membres han fet intents per canviar la definició de sobrietat sexual. En un d'aquests intents es va proposar considerar el matrimoni "tal com cadascú l'entengui", de la mateixa manera que en el tercer pas es fa referència a Déu "tal com cadascú l'entengui". Va ser un intent de recolzar, com a sexualment sòbria, l'activitat sexual de parelles no casades legalment, ja fossin del mateix sexe o del sexe oposat. La fraternitat no ho va acceptar i, com a resultat, el 1991 alguns membres i grups van abandonar SA per a formar Recuperació Sexual Anònima (SRA), al·legant que la definició de sobrietat de SA no aprovava les relacions entre persones del mateix sexe ni tampoc les relacions compromeses. Un dels fundadors de SRA, Murray R, havia format part de l'Oficina de Serveis Generals de SA i havia intentat durant molt de temps canviar la definició de sobrietat de SA a fi d'incloure les relacions compromeses amb persones tant del mateix sexe com del sexe oposat.
Ja el 1991, Roy va escriure a la fraternitat amb relació a les conductes sexuals entre persones del mateix sexe. En un article titulat "Principis que corroboren la interpretació de SA sobre la sobrietat sexual" Roy va escriure: "Des que vaig assistir a les convivències de Nova York de l'abril de 1986 i 1987, he estat examinant les meves pròpies idees en l'àrea de les relacions entre persones del mateix sexe. Aquest any vaig escriure una carta a un membre que tenia atracció al mateix sexe compartint els meus pensaments; ara té el títol "La recuperació posa al descobert les nostres presumpcions falses". L'article, que segueix a continuació, ofereix raons, des de la nostra experiència comuna de recuperació, per les quals crec que a SA no hauríem de recolzar ni validar, ni tan sols indirectament, les relacions entre persones del mateix sexe o les relacions de parella compromeses".
En la secció titulada "El polèmic tema de les relacions sexuals entre persones del mateix sexe", Roy continua explicant com la societat estava dividida, en la qüestió de l'homosexualitat, al voltant del debat "naturalesa versus criança": "Aquest tema genera intenses controvèrsies en tots els àmbits de la vida moderna amb una passió molt polaritzada i publicitada. És un dels temes polítics més explosius de l'actualitat. El Congrés està dividit. Les religions i les esglésies estan dividides. El programa de dotze passos està dividit. La cultura homosexual en si està dividida. Els experts estan dividits. La qüestió aquí és la següent: si SA validés les relacions sexuals entre persones del mateix sexe dins de SA, fins i tot indirectament, estaríem recolzant una teoria biològica i un moviment polític altament controvertits en contra de la nostra desena tradició. Si validem les relacions sexuals entre persones del mateix sexe i les considerem normals per al sexòlic en recuperació, i després resulta que no ho són, SA haurà estat promovent una falsedat i ocasionant un mal molt greu, donant suport al problema en comptes de la recuperació. Aquesta és la gran responsabilitat que tenim, ja que estem tractant ni més ni menys que amb vides humanes!".
La qüestió va tornar a plantejar-se a finals dels noranta. Es va realitzar una enquesta a diferents grups a través de les regions i dels intergrups locals. Una gran majoria dels enquestats va considerar que la definició de sobrietat no requeria aclariment. La controversia sobre la qüestió va continuar degut a la percepció ambigua de les preguntes de l'enquesta, que feia que els resultats manquessin de sentit. El president de l'Assemblea General de Delegats de SA va resumir-ne aquesta ambigüitat: "Vaig rebre opinions contradictòries sobre el significat de la votació del gener de 1999, en la que s'afirmava que no era necessari aclarir la definició de sobrietat de SA. Molts (la majoria, probablement) estaven convençuts que aquesta votació significava que ja quedava aclarit el significat de la sobrietat tradicional de SA i que no era necessari aclarir res més. En canvi, d'altres estaven convençuts que aquesta votació significava que "matrimoni" i "cònjuge" podien interpretar-se tal com cada membre ho entengués. Alguns tenien el convenciment que SA tenia por de "dir el que significa i obrar en conseqüència".
El 9 de juliol de 1999, l'Assemblea General de Delegats, reunida en una convenció internacional a Cleveland, va votar per unanimitat (9-0) aclarir la definició de "cònjuge" com "la parella en un matrimoni entre un home i una dona". Això es coneix com la "Clarificació de Cleveland" o la "Declaració de Principis de Cleveland", i va ser acceptada per una majoria aclaparadora dels membres, tant a nivell de grups, intergrups i regions. L'any 2000, els membres de SA amb atracció al mateix sexe van expressar el seu suport a la Clarificació de Cleveland en una carta als delegats i custodis de SA signada per seixanta-sis membres de set països. Els candidats a ser membres de la Junta de Custodis de SA ara han de ratificar i adherir-se a la Definició de Sobrietat de SA, incloent-hi la Clarificació de Cleveland.
Aquesta controvèrsia continua existint dins de la fraternitat. L'Assemblea General de Delegats (AGD) "és l'òrgan de formulació de polítiques de SA". Cap delegat pot proposar una moció a la AGD per a debatre la definició de sobrietat de SA. Les convencions de SA tenen com a objectiu la recuperació, no el debatre qüestions polítiques com la definició de sobrietat. Essay, el butlletí internacional bimensual de SA, estableix aquest principi en la seva política editorial: "La definició de sobrietat de SA no es debat, ja que distingeix a SA d'altres fraternitats d'addicció al sexe".
El juliol de 2016, la AGD va aprovar una moció que consolida encara més la Declaració de Principis de Cleveland de 1999 Arxivat 2016-10-24 a Wayback Machine.: "En la definició de sobrietat de SA, el terme "cònjuge" es refereix a la parella en un matrimoni entre un home i una dona". La moció exigeix la inclusió de la Declaració de Principis en tota la literatura de SA en la pàgina d'inici del lloc web de SA . A més, la moció va declarar que "Les reunions que no s'adhereixen ni segueixen... la Declaració de Principis... no són reunions de SA i no poden anomenar-se a si mateixes reunions de SA".
SA ha reunit una part de la població atreta per persones del mateix sexe que no volen comportar-se sexualment seguint aquesta atracció. En la Convenció Internacional de SA de juliol de 2007 es va realitzar una enquesta a 176 membres de SA. Quan se'ls va preguntar quin era l'objecte de les seves fantasies i conductes sexuals, el 23% va respondre que eren persones del mateix sexe i un 7% va indicar ambdós sexes. En les Convencions Internacionals de SA se celebren reunions dedicades al tema de l'atracció al mateix sexe, i en el butlletí Essay, la publicació oficial de SA, apareixen històries personals de recuperació de membres que tenen atracció cap al mateix sexe. També existeixen altres organitzacions que ofereixen els seus serveis a aquestes persones; vegeu Moviment ex-gai.

## Literatura
SA accepta tota la literatura aprovada per l'Assemblea General de AA per al seu ús en les reunions de SA, i els grups de SA amb freqüència llegeixen literatura de AA en les seves reunions. SA s'adhereix estretament al model de AA, aplicant tots els principis de AA a la luxúria i a l'addicció sexual. I, mentre que en altres fraternitats "S" cada membre defineix ell o ella mateixa la seva sobrietat, SA està més propera a AA en proposar una definició de sobrietat que requereix l'abstinència i és comuna a tota la fraternitat.

### Llibres
- Sexòlics Anònims (també conegut com el Llibre Blanc).
- La Recuperació Continua...
- Passos en Acció.

## Crítica
Patrick Carnes, psicòleg especialitzat en l'addicció sexual, fomenta la sobrietat autodefinida, afirmant en els seus escrits que una definició de sobrietat que no inclogui la masturbació només és apropiada per a alguns addictes al sexe i que, de fet, els límits per a algunes pràctiques sexuals poden variar amb el temps. Joe Kort critica a SA per la seva postura més favorable al matrimoni heterosexual.
No obstant això, Roy K sabia que aquest era un tema controvertit, i sovint escrivia cartes des d'una perspectiva contrària. "Si arribem a un grup de SA on es pot definir la pròpia sobrietat, observarem com les racionalitzacions cobren vida! I si definim el nostre propi nivell de sobrietat, això és tot el que probablement assolirem". En Roy, a més, va estudiar durant molts anys Teologia en un seminari. Sovint sortia d'una convenció de SA, on era un dels oradors principals, i predicava, en una església pròxima, per a aquells interessats a escoltar un punt de vista més evangèlic. "No pretenem comprendre totes les implicacions de la sobrietat sexual. Alguns de nosaltres hem arribat al convenciment que posseeix una dimensió espiritual profunda, mentre que altres sostenen que sense una definició ferma i clara, el nostre sexolisme s'apoderaria tard o d'hora de nosaltres".

## Organitzacions relacionades
S-Anon és una organització per a familiars d'addictes al sexe basada en els dotze passos d'Alcohòlics Anònims.